# Valve Anti-Cheat
Valve Anti-Cheat (abreviado como VAC) é um software anti-trapaça desenvolvido pela Valve Corporation como um componente da plataforma Steam, lançado pela primeira vez no jogo Counter-Strike em 2002.
Quando o software detecta uma trapaça no sistema operacional de um jogador, irá bani-lo no futuro, com o banimento podendo acontecer dias ou semanas após a detecção original. Ele também pode expulsar jogadores do jogo se detectar erros na memória ou no hardware do sistema. Nenhuma informação, como data de detecção ou tipo de trapaça detectada, é divulgada ao jogador. Depois que o jogador é notificado, o seu acesso aos servidores "protegidos pelo VAC" online do jogo é revogado permanentemente, além disso, restrições adicionais são aplicadas na conta Steam do jogador.
Durante uma semana de novembro de 2006, o sistema detectou mais de 10.000 tentativas de trapaça. A partir de julho de 2014, estima-se que mais de 2,2 milhões de contas Steam tenham sido banidas pelo sistema.